# سیمون هریس
سیمون هریس (انگلیسی: Simon Harris؛ زادهٔ ۱۷ اکتبر ۱۹۸۶) یک سیاستمدار حزب فین گائل دموکرات مسیحی و محافظه‌کار لیبرال ایرلندی است که از سال ۲۰۲۵ به‌ عنوان معاون رئیس دولت جمهوری ایرلند خدمت می کند. وی در عین حال به عنوان وزیر امور خارجه و‌ وزیر دارایی ایرلند نیز از سال ۲۰۲۵ خدمت می‌کند. هریس پیشتر از سال ۲۰۲۴ تا ۲۰۲۵ به عنوان رئیس تی‌شاخ و رهبر فین‌گائل خدمت کرده است. وی از سال ۲۰۱۱ به عنوان وزیر در حوزه انتخابیه ویکلو فعالیت داشت، او از سال ۲۰۱۶ به عنوان وزیر در دولت ایرلند خدمت کرده است و قبلاً به عنوان وزیر ایالت از سال ۲۰۱۴ تا ۲۰۱۶ خدمت کرده بود.
هریس که در گریستونز، شهرستان ویکلو زاده شد. وی از دوران نوجوانی وارد سیاست شد. او در انتخابات محلی سال ۲۰۰۹ به عضویت شورای شهرستان ویکلو انتخاب شد، وی برای اولین بار در انتخابات عمومی سال ۲۰۱۱ به عضویت دایل ایرین که مجمع عمومی است انتخاب گردید و در سن ۲۴ سالگی به " جوانترین عضو مجلس " تبدیل شد. او در سال ۲۰۱۴ به عنوان وزیر امور خارجی در وزارت دارایی منصوب شد. پس از تشکیل دولت اقلیت فین گائل در سال ۲۰۱۶، وی به عنوان وزیر بهداشت منصوب شد. با تشکیل دولت ائتلافی در سال ۲۰۲۰، هریس به عنوان وزیر آموزش تکمیلی و عالی، تحقیقات، نوآوری و علوم منصوب شد. از دسامبر ۲۰۲۲ تا ژوئن ۲۰۲۳، او در حالی که همکار کابینه هلن مک آنتی بود به‌طور موقت به عنوان وزیر دادگستری مشغول به کار شد.
پس از استعفای لیو وردکار در مارس ۲۰۲۴، هریس که تنها نامزد انتخابات رهبری فین گائل در ۲۰۲۴ بود، پس از انتخاب به عنوان رهبر حزب، در ۹ آوریل ۲۰۲۴ به عنوان تی‌شاخ منصوب شد. او در سن ۳۷ سالگی به جوانترین تی‌شاخ در تاریخ ایرلند تبدیل شد.